# Manfred Wiss
Manfred Wiss, född 30 april 1913 i Pajala församling, Norrbottens län,  död 5 april 1997 i Hortlax församling, Norrbottens län,  var en svensk präst.
Wiss var son till hemmansägaren Caleb Wiss och dennes hustru Hedda Pudas. Han blev filosofie kandidat vid Göteborgs högskola 1944, teologie kandidat vid Uppsala universitet 1947, förste komminister vid Kaunisvaara kyrkobokföringsdistrikt i Junosuando församling 1948 och kyrkoherde i Junosuando församling 1957. Han var gift med Anna-Tilla Lundberg, med vilken han hade tre barn. Wiss flyttade efter pensionen 1979 med makan till Hortlax.